# Spiral (edificio)
Spiral (スパイラル?, Supairaru) è un edificio progettato dall'architetto giapponese Fumihiko Maki, ubicato nei pressi della stazione di Omotesandō ad Aoyama, Minato, Tokyo, in Giappone.

## Descrizione
Commissionato dalla compagnia di lingerie Wacoal, è stato completato nel 1985. Si tratta di un edificio multifunzionale con uno spazio espositivo, bar, ristorante e un centro commerciale. Ospita, fin dalla sua apertura, una serie di eventi, tra i quali mostre d'arte contemporanea e mostre di design, spettacoli teatrali, concerti, sfilate di moda, convegni e eventi d'arte. L'edificio deve il suo nome alla grande rampa interna a spirale che conduce ai piani superiori.